# Strophurus krisalys
Strophurus krisalys är en ödleart som beskrevs av  Sadlier, O’meally And Shea 2005. Strophurus krisalys ingår i släktet Strophurus och familjen geckoödlor. Inga underarter finns listade i Catalogue of Life.